# Реймонд Джеймс Стедіум

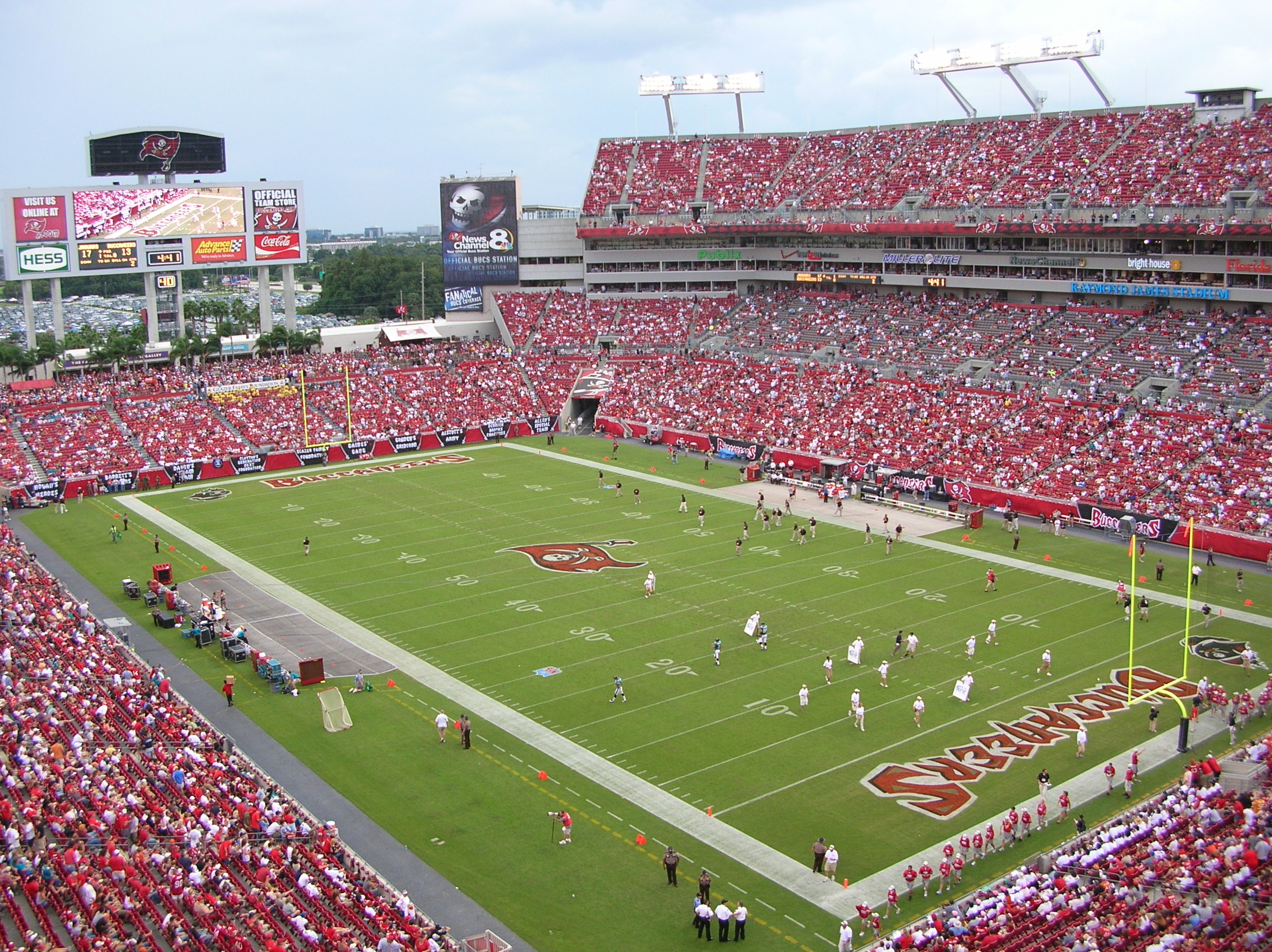
Стадіон ім. Ремонда Джеймса

Реймонд Джеймс Стедіум (англ. Raymond James Stadium) — футбольний стадіон, розташований у місті Тампа, штат Флорида у США. Він приймає домашні матчі команди «Тампа-Бей Баккенірс», яка виступає в Національній футбольній лізі. Стадіон було відкрито у 1998 році після того, як попередню арену команди було зруйновано. Новий стадіон отримав назву на честь фірми з міста Сент-Пітерсберг Raymond James Financial, яка придбала права на перейменування строком на 30 років за 32,5 мільйона доларів.